# Tomasz Żegocki
Tomasz Żegocki herbu Jastrzębiec – łowczy włodzimierski w latach 1790–1795, podstoli włodzimierski w latach 1789–1790, sędzia grodzki włodzimierski, konsyliarz cywilno-wojskowy powiatu włodzimierskiego w 1793 roku.
W maju 1793 roku wyznaczony przez konfederację targowicką do sądów ultimae instantiae.
W 1792 roku został kawalerem Orderu Świętego Stanisława.